# Resolutie 2002 Veiligheidsraad Verenigde Naties
Resolutie 2002 van de Veiligheidsraad van de Verenigde Naties werd unaniem door de VN-Veiligheidsraad aangenomen op 29 juli 2011.
De resolutie verlengde de waarnemingsgroep die schendingen van het wapenembargo tegen Somalië onderzocht met één jaar.

## Achtergrond
Sinds Eritrea in 1993 onafhankelijk werd, vocht het land met elk van zijn drie buurlanden een grensoorlog uit. In 2008 was dat het geval met Djibouti, het betrof de eilanden Ras Doumeira en Doumeira. In april van dat jaar beschuldigde Djibouti Eritrea van invallen, en tussen 10 en 13 juni braken gevechten uit waarbij 9 Djiboutiaanse soldaten sneuvelden.

## Inhoud

### Waarnemingen
De wapenhandel naar en via Somalië en Eritrea was een schending van de wapenembargo's tegen deze landen en een bedreiging voor de regionale vrede en stabiliteit.
De lidstaten, en vooral die in de buurt, werden opgeroepen de embargo's te respecteren en schenders verantwoordelijk te stellen.
Het toezicht op de naleving van de wapenembargo's moest worden verscherpt door schendingen te onderzoeken.
Men was bezorgd over intimidatie en tegenwerking die de waarnemingsgroep had ondervonden.
Verder verergerde de humanitaire situatie in Somalië door de droogte en hongersnood.
De hindering van de hulpverlening in het land door gewapende groeperingen werd zwaar veroordeeld.

### Handelingen
De Raad besloot dat het reisverbod, de economische sancties en het wapenembargo ook van toepassing werd voor individuen, en de laatste twee ook voor entiteiten die door het Comité werden aangewezen omdat ze vrede of de humanitaire hulpverlening in de weg stonden.
Alle niet-lokale handel die verliep via door Al-Shabaab-gecontroleerde havens was een bedreiging voor de vrede, stabiliteit en veiligheid van Somalië en zij die aan deze handel deelnamen waren ook onderhevig aan de sancties.
De federale overgangsregering van Somalië werd opgeroepen alle handel met grote koopvaardijschepen in deze havens te verbieden.
Het mandaat van de waarnemingsgroep werd met twaalf maanden verlengd en de groep bleef uit acht experts bestaan.
Die groep zag toe op de wapenembargo's, onderzocht schendingen en moest onderzoeken of Al-Shabaab verdiende aan Somaliës zeehavens.

## Verwante resoluties
- Resolutie 1907 Veiligheidsraad Verenigde Naties (2009)
- Resolutie 1916 Veiligheidsraad Verenigde Naties (2010)
- Resolutie 2023 Veiligheidsraad Verenigde Naties

Lijst ·  1967 ·  1968 ·  1969 ·  1970 ·  1971 ·  1972 ·  1973 ·  1974 ·  1975 ·  1976 ·  1977 ·  1978 ·  1979 ·  1980 ·  1981 ·  1982 ·  1983 ·  1984 ·  1985 ·  1986 ·  1987 ·  1988 ·  1989 ·  1990 ·  1991 ·  1992 ·  1993 ·  1994 ·  1995 ·  1996 ·  1997 ·  1998 ·  1999 ·  2000 ·  2001 ·  2002 ·  2003 ·  2004 ·  2005 ·  2006 ·  2007 ·  2008 ·  2009 ·  2010 ·  2011 ·  2012 ·  2013 ·  2014 ·  2015 ·  2016 ·  2017 ·  2018 ·  2019 ·  2020 ·  2021 ·  2022 ·  2023 ·  2024 ·  2025 ·  2026 ·  2027 ·  2028 ·  2029 ·  2030 ·  2031 ·  2032